# 205
205 је била проста година.

## Догађаји
- Марко Аурелије Антонин Август и његов брат Публије Септимије Гета Цезар постају римски конзули.
- Хадријанов зид је обновљен, након што су тешки напади каледонских племена преплавили већи део северне Британије.
- Емилије Папинијан постаје преторијански префект, након смрти Гаја Фулвија Плауцијана.
- Битка код Нанпија: Кинески војсковођа Цао Цао побеђује и убија Јуан Тана, најстаријег сина свог ривала Јуан Шаоа.

### Јануар
- 22. јануар – Гај Фулвије Плауцијан, преторијански префект и таст Каракале, је убијен.

## Смрти
- 22. јануар — Гај Фулвије Плауцијан, римски конзул
- Гуо Ту (или Гонгце), кинески званичник и политичар
- Марко Педуцај Плаутије Куинтил, римски конзул